# Максвелл, Уоррен
Уоррен Максвелл (англ. Warren Maxwell; 15 декабря 1952 года) — фигурист из Великобритании, серебряный призёр чемпионата мира 1977 года, двукратный чемпион Великобритании 1977—1978 годов, в танцах на льду. Выступал в паре с Джанет Томпсон.

## Спортивные достижения
| Соревнования/Сезоны       | 1974 | 1975 | 1976 | 1977 | 1978 | 1979 |
| ------------------------- | ---- | ---- | ---- | ---- | ---- | ---- |
| Зимние Олимпиады          |      |      | 8    |      |      |      |
| Чемпионаты мира           | 11   | 8    | 6    | 2    | 4    | 5    |
| Чемпионаты Европы         | 8    | 7    | 8    | 4    | 4    |      |
| Чемпионаты Великобритании |      |      |      | 1    | 1    |      |